# Tetramorium laevithorax
Tetramorium laevithorax är en myrart som beskrevs av Carlo Emery 1895. Tetramorium laevithorax ingår i släktet Tetramorium och familjen myror. Inga underarter finns listade i Catalogue of Life.